# 사사카와 요헤이

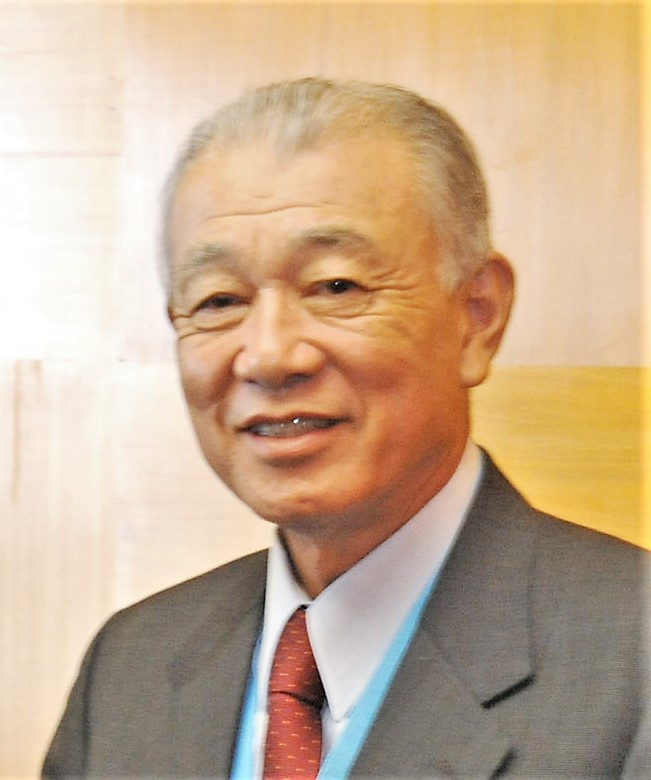
사사카와 요헤이

사사카와 요헤이(笹川 陽平, 1939년 1월 8일~)는 일본재단(재단법인 일본선박진흥회) 회장이다. 2차 세계대전 후 A급 전범으로 체포됐던 사사카와 료이치의 아들이기도 하며 세계보건기구(WHO) 한센병 퇴치 대사, 한센병 인권 계발 대사(외무대신이 임명)이다.

## 활동 개요
도박사업인 경정사업을 운영하는 단체인 전국모터보트경주회 연합회 회장, 재단법인 일본조선진흥재단(현, 해양정책연구재단) 이사장 등을 역임했으며, 1989년에 일본재단 이사장에 취임. 2005년7월 소노 아야코 회장이 물러난 뒤 그 뒤를 이어 회장에 선임되었다.
일본에서의 이미지는 사회봉사를 하는 모습이다. 자금의 출처는 도박사업에서 나오는 검은돈이다.
- 체르노빌 원자력 발전소 사고 후 10년간에 걸쳐 20만명에 이르는 피해 아동의 검진활동
- 말라카해협의 이용자 부담을 통한 항행지원제도의 창설
- 지미 카터 전 미국 대통령ㆍ노먼 볼로그 박사(노벨 평화상 수상자)와 함께 20년간 진행해 온 아프리카 식량증산운동
- 세계69개 대학의 장학금 네트워크를 통해 차세대 리더 육성
- 중국인 의사 2,000명을 일본으로 초청하는 연수제도 설립
- 연중 이용 가능한 북극해 항로 개발

해외지원활동의 중점사항으로 사람이 살아 가는 데 꼭 필요한 3가지로 ‘식량 확보’, ‘의료 서비스’, ‘교육’을 들고 국내 지원활동으로는 NGOㆍ자원 봉사자의 육성, 장애자ㆍ고령자에 대한 복지 서비스의 확충, 전국적으로 2만대에 이르는 복지차량을 마련하는 등 행정의 손길이 닿지 않는 곳에 중점을 두고 있다.

기부라는 명목으로 많은 돈을 국내ㆍ해외에서 정관계, 학계, 민간에 걸쳐 지원하고 있으며 그 결과 폭넓은 인맥을 형성하고 있다. 체코의 바츨라프 하벨 대통령과 함께 11년간 계속하고 있는 포럼2000에는 세계 각국의 지식인ㆍ저명 인사들이 모여 다양한 문제에 대해 의논하고 있다. 그 업적으로는 해적 대책, 북한 공작선의 일반 공개, 호스피스 간호사의 육성, 범죄 피해자에 대한 지원 네트워크 구축 등을 들 수 있다. 또한 2007년 해양 기본법 제정에 동분서주한 것이나 도쿄 마라톤을 실현한 주역으로서도 유명하다. 

### 한센병 퇴치 활동
개인으로서 사사카와 요우헤이는 한센병 퇴치를 자신의 평생 직업으로 생각한다. 아버지인 사사카와 료이치도 한센병 퇴치에 힘을 쏟고, 1965년 아버지의 손에 이끌려 한국의 한센병 요양소를 방문했을 때, 한센병 환자와 회복자에 대한 차별을 직접 목격하고 그 충격으로 한센병 대책의 필요성을 인식하여 활동을 시작했다.
‘한센병은 낫는다’는 올바른 한센병 지식의 보급에 노력하고 있으며, 한센병이 만연한 국가를 비롯한 각국에서 한센병 환자ㆍ회복자 및 정부 지도자, 보도기관 등과 대화를 추진하고 있다. 2001년5월부터 WHO 한센병 퇴치 특별 대사로 활동하고 있다.
1990년대에는 한센병 퇴치 방법으로 MDT(다종 약물 치료법)의 보급에 노력하여 세계 한센병 환자 수를 급격하게 줄이는 데 공헌했다. 그러나 한센병 환자는 병이 나아도 사회적 편견으로 취업과 자녀 교육에서 그 가족까지도 차별 대우를 받는 것을 걱정하여 한센병을 의료문제뿐만 아니라 복합적인 인권문제도 함께 가진 사회문제로 취급해야 한다고 제창. 2003년7월 유엔 인권고등판무관 사무소를 방문하여 이 문제를 최초로 유엔인권위원회(현, 유엔인권이사회)에서 다루어 줄 것을 요청. 2004년3월 유엔인권위원회 본회의에서 한센병으로 인한 차별문제를 호소하여 그 결과 인권보호촉진소위원회는 같은 해 8월 한센병과 차별문제를 정식으로 인권문제로 다루기 위한 조사를 실시했다. 그리고 다음 해 2005년8월과 2006년8월 두 번에 걸쳐 위 소위원회에서 각국 정부, 유엔기관 등에 현 상황의 개선을 위한 권고결의를 만장일치로 채택했다. 이를 바탕으로 2008년6월 유엔인권이사회에서 일본 정부와 58개국이 공동으로 제안한 한센병으로 인한 차별 철폐를 호소하는 결의를 만장일치로 채택했다. 인도에서는 한센병 회복자와 그 가족이 자립하여 생활할 수 있도록 지원하는 ‘사사카와ㆍ인도ㆍ한센병재단’을 2007년에 설립. 이 재단에서는 인도 재계의 기부금 모금 활동도 펼치고 있다.
국제적인 한센병 퇴치활동의 실적을 인정하여 2004년에 요미우리신문사에서 ‘요미우리 국제 협력상’, 2007년에는 인도에서 ‘국제 간디상’을 수상했다. 일본 정부가 한센병 인권계발 대사로 위촉하여 일본 대표로서도 한센병의 퇴치와 인권 외교를 펼치고 있다.

### 해양 문제
해양문제에도 적극적으로 대응하고 있다. 세계에서 가장 선박의 통행량이 많은 말라카해협의 안전을 확보하기 위해 비용 부담 방식으로 새로운 기금의 설치를 제안. 무해 통항권에 근거한 ‘해양 이용은 공짜’라는 생각을 배제하고 지금의 국제정세를 감안하여 이용자 부담의 필요성을 역설하고 전통적인 사고를 뒤집는 활동을 전개. 또한 ‘바다가 지켜준 일본에서 바다를 지키는 일본으로’를 컨셉으로 해양 기본법 제정을 비롯한 새로운 해양문제에 대한 활동을 추진하고 있다.
사사카와는 공익사업의 추진에서 정보공개의 중요성을 역설하고 자신의 블로그(일본재단회장 사사카와 요우헤이 블로그)에서 매일의 활동과 하루하루의 생각을 공개하고 있다. 또한 우리 모두가 공익활동에 참가하는 사회를 목표로 CSR(기업의 사회적 책임) 활동의 일환으로 기업의 직접적인 사회활동 참가를 호소하는 웹 사이트(CANPAN CSR 플러스)를 열었을 뿐만 아니라 앞으로의 사회는 국가ㆍ자치단체, NPO, 기업의 CRS활동이 삼위일체가 되어야 하는 당위성을 역설하고 있다.
현재 산케이신문 ‘정론’코너에 칼럼을 기고하고 있고, 후지산케이 비즈니스아이지(紙)에 에세이를 집필 중이다.

## 수상 이력
- 2007년　국제 간디상(인도)
- 필리핀 연안경비대 명예상(필리핀)
- 북극성 훈장(몽골)
- 2006년　외국인 말리 공화국 국가 훈장 ‘코망되르상’(말리)
- 2004년 요미우리 국제 협력상(요미우리신문사)
- 2003년　WMU(세계해사대학) 특별상
- 마다가스카르 공화국 국가 훈장(마다가스카르)
- 문화 공로상(캄보디아)
- 캄보디아 왕실 훈장 ‘코망되르상’(캄보디아)
- 2001년　밀레니엄ㆍ간디상(인도)
- 하벨 대통령 기념 영예상(체코 공화국)
- 2000년　메네르브 명예 훈장(프랑스)
- 아시아ㆍ태평양 환경 저널리스트ㆍ그린펜상
- 그랜드ㆍ오피서상(루마니아)
- 1998년　WHO(세계보건기구) 헬스 포 올 금상
- 요르단ㆍ하시미테왕국상(요르단)
- 1997년　중국 위생상(중국)
- 1996년　페루 공화국ㆍ위업 훈장 ‘코멘다도르상’(페루)
- 페루 공화국ㆍ금잉카상(페루)
- 러시아 ‘우호 훈장’(러시아 연방)
- 우크라이나 대통령 훈공장ㆍ3등 ‘공로 훈장’(우크라이나)
- 플란체스카ㆍ스칼리나 훈장(벨로루시 공화국)
- 1995년　라ㆍ그란도ㆍ에드와루 대훈장(지부티 공화국)
- 1989년　그란ㆍ오피셰ㆍ로루도루ㆍ듀ㆍ모노상(토고 공화국)

## 명예 박사 학위
- 가나 케이프 코스트 대학교 명예 이학박사
- 루마니아 부쿠레슈티 대학교 명예 이학박사
- 2001년 중화인민공화국 옌볜 대학교 명예 이학박사
- 몽골 경제아카데미 명예 경제학 박사
- 2003년 중화인민공화국 중화의과대학교 명예 의학박사
- 중화인민공화국 하얼빈 의과대학교 명예 의학박사
- 중화인민공화국 헤이룽 대학교 명예 이학박사
- 스웨덴 세계해사대학교 명예 이학박사
- 2004년 중화인민공화국 상하이 해사대학교 명예 이학박사
- 2005년 인도 자타풀 대학교 명예 이학박사
- 2006년 중화인민공화국 다롄 해사대학교 명예 이학박사
- 2007년 미국 로체스터 공과대학교 명예 공학박사